# 林東亨
林東亨，中華民國外交官、政府官員。畢業於國立政治大學東方語文學系土耳其語文組學士，曾任駐安卡拉臺北經濟文化代表團／駐邁阿密臺北經濟文化辦事處秘書、外交部國際組織司秘書兼專案小組長、駐菲律賓臺北經濟文化辦事處政治組長、外交部資訊及電務處長等職務，現任駐吐瓦魯大使。

## 職業生涯
2013年5月9日，中華民國與菲律賓在各自主張的專屬經濟海域之重疊區發生廣大興28號事件。7月10日，中華民國駐菲律賓代表處政務組長林東亨在應菲律賓報社記者要求召開的說明會上表示，「臺菲於6月上旬即完成廣大興案的獨立調查工作，但迄今中華民國政府仍在等候菲方公布調查報告及最後回應，一旦菲國政府正面回應，中華民國政府當即取消對菲制裁措施。」菲律賓記者詢問何謂「正面回應」，林東亨回答「相信菲律賓政府將依相關事證究責懲凶，做出適當的決定」。